# Alessandro di Forlì
Alessandro Forlivese o da Forlì o anche di Forlì (fl. XII secolo) è stato un vescovo cattolico italiano.
Fu vescovo di Forlì a partire dall'anno 1160, ed è ancora menzionato in un documento relativo all'anno 1189. Al vescovo Alessandro, intorno al 1160, l'abate di San Mercuriale Gervasio donò reliquie dei santi Grato e Marcello.
Sotto il suo governo, fu costruito il palazzo episcopale della diocesi di Forlì.
Il vescovo Alessandro chiamò i monaci Vallombrosani a reggere l'abbazia di San Mercuriale.